# Radialpumpe

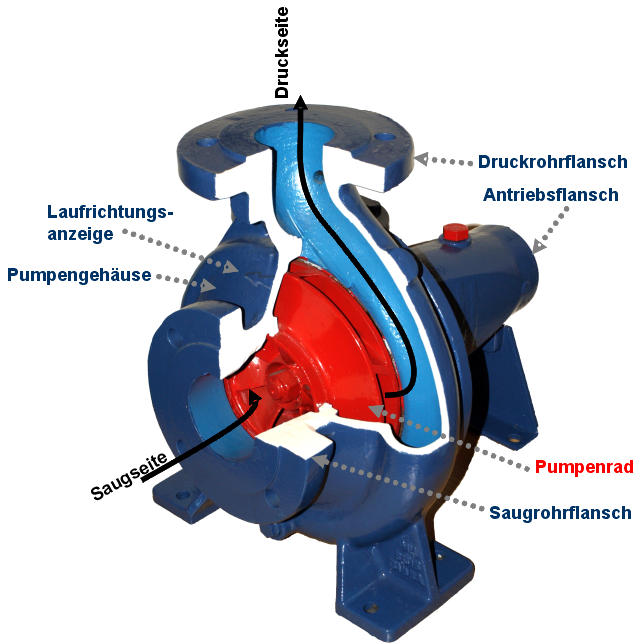
Modell einer Radialpumpe

Bei der Radialpumpe (Radialkreiselpumpe) handelt es sich um eine Kreiselpumpe, bei der das Fördermedium radial, also senkrecht zur Pumpenwelle, aus dem Laufrad austritt. Im Gegensatz zu Axialpumpen ermöglicht die Strömungsumlenkung im Laufrad die                                                                                          Nutzung der Zentrifugalkraft für höhere Förderdrücke, wobei sich allerdings der Volumenstrom entsprechend verringert.
Das zu fördernde Medium tritt über das Saugrohr in die Pumpe ein, wird vom rotierenden Pumpenrad erfasst und auf einer Spiralbahn nach außen getragen. Durch die Aufweitung der Fläche zwischen den Flügeln des Pumpenrads nimmt die Radialgeschwindigkeit der Flüssigkeit nach außen hin ab, während zugleich Tangentialgeschwindigkeit und Druck zunehmen. Der Druck und Impuls (Masse mal Tangentialgeschwindigkeit) befördern die Flüssigkeit in das tangential angebrachte Druckrohr.
Radialventilatoren fördern Gase und werden mit vorwärts oder rückwärts gekrümmten Schaufeln angeboten.
Eine Sonderform ist die Scheibenläuferpumpe, die ohne Schaufeln nur mittels der viskosen Reibung des Förderstoffes arbeitet.